# Maurras, la destinée et l’œuvre
Maurras, la destinée et l’œuvre est une biographie sur le journaliste et homme politique français Charles Maurras écrite par son disciple le romancier et philosophe français Pierre Boutang, publiée en 1984.

## Présentation
Pierre Boutang avertit : « J'écris sur Maurras, je ne fais pas l'histoire de l'Action française, qui a été esquissée, qui reste à faire, mais ça ne sera pas par moi ».
Le journaliste Paul-François Paoli considère l'ouvrage comme une « grande œuvre biographique ».
L'historien Bruno Goyet considère que le récit de Boutang sur Maurras permet de recomposer « la succession canonique des épisodes de sa vie, en recréant leur cohérence chronologique à partir d’un substrat bibliographique complètement éclaté ».
Le soutien de Maurras au maréchal Pétain est justifié au nom de l'Union sacrée déjà soutenue par Maurras lors de la Première Guerre mondiale. Pierre Boutang rapporte que Maurras considérait Pétain comme « un instrument de revanche ».

Quant à l'antisémitisme d'État de Charles Maurras, Boutang convoque une lettre de Charles Maurras à Benjamin Crémieux, publiée dans La Nouvelle Revue française de juillet 1934, prônant la création d’une « province juive »,. Boutang dépasse l'antisémitisme de l’œuvre de Maurras jusqu'à « saisir l’aspect singulier du destin d’Israël comme nation ». Dans son livre qui tient lieu d'hommage, il écrit que « l’antisémitisme de Maurras est l’obstacle le plus redoutable pour l’intelligence de sa doctrine et de sa vie ». Il ajoute :

« l’idée d’un catholicisme sauvant le monde du « Christ hébreu » est la pire, la moins défendable, qu’ait conçue Maurras. Pourquoi nier qu’il l’ait effectivement conçue ? Le Christ dans sa nature humaine était hébreu, et même un « patriote juif ». Les juifs n’ont reconnu ni la nature divine ni ce patriotisme qui le fit pleurer sur Jérusalem. Il est trop clair que le catholicisme a sauvé le monde des hérésies sans nombre qui défiguraient le Christ et son message ; ces hérésies n’avaient rien de juif, la seule religion où l’influence juive ait été décisive, c’est l’islam, une autre religion, peut-être en grande partie forgée par des rabbins de Médine, eux-mêmes hérésiarques du judaïsme. »

## Réception
Le livre reçoit le Prix Gustave-Le-Métais-Larivière de l'Académie française en 1984.
La biographie du « fils spirituel de Charles Maurras » dérive vers l'hagiographie à maintes reprises,. Boutang s'évertue à traiter « moins l’homme que son œuvre ». Les critiques comparent la relation entretenue par Pierre Boutang et Charles Maurras à celle de Platon avec Socrate,.